# Philonotis jamaicensis
Philonotis jamaicensis là một loài rêu trong họ Bartramiaceae. Loài này được Mitt. Cardot mô tả khoa học đầu tiên năm 1911.